# Léon Faucher

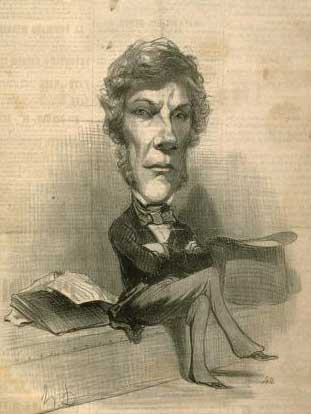
Karikatyr av Léon Faucher.

Léon Faucher, född 8 september 1803 i Limoges, död 15 december 1854 i Marseille, var en fransk ekonom och politiker.
Faucher var ursprungligen journalist, och specialiserade sig på ekonomiska frågor och blev en ivrig talesman för frihandel. Han blev deputerad 1847, medlem av konstituerade nationalförsamlingen, minister för de offentliga arbetena 1848 samt medlem av lagstiftande församlingen och inrikesminister 1851. Efter statskuppen 2 december 1851 ägnade sig Faucher uteslutande åt sina studier och bidrog till grundandet av Crédit Foncier.